# Touizgui
Touizgui (franska: Touizgui (CR), Touizgui (Commune Rurale), arabiska: عوينة يغمان) är en kommun i Marocko.   Den ligger i provinsen Assa-Zag och regionen Guelmim-Oued Noun, i den centrala delen av landet, 600 km söder om huvudstaden Rabat. Antalet invånare är 1 263.